# Вінаго суматранський
Віна́го суматранський (Treron oxyurus) — вид голубоподібних птахів родини голубових (Columbidae). Ендемік Індонезії.

## Опис
Довжина птаха становить 32 см. Довжина хвоста становить 10,2-11,9 см, довжина дзьоба 18-21 мм. Виду притаманний статевий диморфізм. У самців обличчя і тім'я яскраво-оливково-зелені, потилиця, спина і верхні покривні пера крил темно-зелені з сірим відтінком. Махові пера чорні, другорядні махові пера мають сіро-зелені края. Надхвістя і верхні покривні пера хвоста темно-зелені. Хвіст криноподібної форми. центральні стернові пера є помітно довшими за крайні. Знизу на хвості є широка сіра смуга. Підборіддя і горло зеленувато-жовті, скроні оливкові. На грудях оранжева пляма. Живіт яскраво-оливково-зелений, надхвістя і стегна сірувато-жовті, стегна поцятковані темними плямками. Райдужки рожевуваті або оранжеві з синіми кільцями. Навколо очей кільця голої зеленуватої або бірюзової шкіри. Восковиця і дзьоб бірюзові або яскраво-зелені, кінчик дзьоба блакитнувато-роговий. Лапи яскраво-червоні. У самиць спина і шия темно-оливкові, без сірого відтінку. Оранжева пляма на грудях відсутня, нижні покривні пера хвоста жовтуваті, центральні стернові пера коротші, ніж у самців.

## Поширення і екологія
Суматранські вінаго мешкають в горах Барісан на заході Суматри та на високогір'ях західної Яви. Вони живуть в кронах вологих гірських і рівнинних тропічних лісів. Зустрічаються поодинці, парами або зграйками, на висоті від 300 до 1900 м над рівнем моря на Суматрі та на висоті від 600 до 3000 м над рівнем моря на Яві. Ведуть деревний спосіб життя. Живляться плодами.

## Збереження
МСОП класифікує стан збереження цього виду як близький до загрозливого. Суматранським вінаго загрожує знищення природного середовища.